# あいざわ藍
あいざわ 藍（あいざわ あい、1987年11月16日 - ）は、日本のグラビアアイドル・タレント。北海道出身。血液型はA型。愛称は「あぃあぃ」。

## 略歴
2008年、たかさきゆこ、あまね飛鳥、七宮ゆずはとともに、日本初のバーチャルワールド専用アイドルユニットという触れ込みの「ARice plaNET」のメンバーであった。同年のZAK THE QUEENに出場した。11月21日、パジャマハウスに出演した。
2009年7月30日、8月27日、村山ひとし司会のアイドルライブ「アイドル胸きゅんバトル」に出場した。

## 人物
- 家族 - 両親、弟[6]
- 趣味 - デザイン、散歩、入浴
- 特技 - テニス
- 好きなもの - クロワッサン、アボカド、レバ刺し

## テレビ
- HBC 連チャン革命パーラー.delZ（レギュラー）
- スターチャンネル BBサイバーダムグラカラ
- i-commu あいざわ藍の『唯我独尊』レギュラー
- つくばTV みんなのビキニでゴルフ
- 中野マンダラケスタジオ 浪漫ハピハピ王国 レギュラー
- テレビ東京「怒りオヤジ」
- 世田谷ケーブル ドラマ変身女優あいざわ藍[7][1]

## DVD
- 「どっちのあぃあぃ♪?天使と悪魔 チョッピリエッチなストーリー」（2008年7月24日、ＢＭ．３）
- 「すべてTバック全開です」（2008年8月15日、ＳＯＭＥＢＯＤＹ（サムバディ））
- 「月刊 Ｉ－ＤＯＬ ＶＯＬ.3」（2009年1月8日、ＳＯＤ）
- 「あいあいの危険な暴走!!」（2009年2月21日、Ｖｅｎｕｓ　Ｃｏｍｍｕｎｉｃａｔｉｏｎｓ）
- 「甘栗むいちゃいました」（2009年6月29日、オルスタックピクチャーズ）

プロデュース作品
- 「My sweet 彼女。」（2008年11月27日）
- 「Fカップ以上! 巨乳達の身体検査」（2009年3月21日）